# K2-72e
K2-72e (auch bekannt unter seiner EPIC-Bezeichnung EPIC 206209135.04) ist ein bestätigter Exoplanet. Er umkreist den Roten Zwerg K2-72 in seiner habitablen Zone. Er ist der äußerste von vier Planeten, die vom Kepler-Weltraumteleskop der NASA auf ihrer Mission Second Light in diesem System entdeckt wurde. Er ist 227,7 Lichtjahre von der Erde entfernt und befindet sich im Sternbild Wassermann. Der Exoplanet wurde mit der Transitmethode gefunden, bei der der Grad der Abdunkelung, den ein Planet verursacht, wenn er sich vor seinem Stern befindet, gemessen wird.

## Eigenschaften
K2-72e ist ein erdähnlicher Exoplanet. Er hat eine Durchschnittstemperatur von 289 K (16 °C). Der Planet hat einen Radius von 0,86 R⊕ und eine Masse von 2,7 M⊕, abhängig von seiner Zusammensetzung. Die scheinbare Helligkeit des Sterns ist unbekannt.

## Stern
Der Planet umkreist einen Roten Zwerg namens K2-72. Es gibt drei Planeten in dieser Umlaufbahn, in welcher K2-72e die längste Umlaufzeit hat. Diese beträgt 24 Tage und die Umlaufbahn beträgt etwa 0,38 AE. Der Stern hat eine Masse von 0,21 M☉ und einen Radius von 0,23 R☉. Der Stern hat eine Temperatur von 3497 K (3224 °C) und sein Alter ist unbekannt. Dagegen ist die Sonne 4,6 Milliarden Jahre alt und hat eine Oberflächentemperatur von 5778 K (5500 °C).

## Bewohnbarkeit
Für die Exoplaneten K2-72e und K2-72c wurde bekanntgegeben, dass sie in der habitablen Zone ihres Sternes kreisen. K2-72e hat einen Radius von 0,86 R⊕, damit ist er felsig. Sein Stern ist ein Roter Zwerg mit einem Fünftel der Masse der Sonne. Daraus resultiert, dass Sterne wie K2-72 die Fähigkeit besitzen, mehr als 500 bis 600 Milliarden Jahre zu leben, 40- bis 50-mal so lang wie die Sonne leben wird.
Der Planet hat mit großer Wahrscheinlichkeit eine gebundene Rotation, was bedeutet, dass eine Seite des Planeten immer in Richtung des Sterns gewandt ist, die andere Seite immer in der Dunkelheit liegt. Allerdings gibt es einen winzigen Bereich zwischen diesen zwei Seiten, in dem die Temperaturen die Existenz von flüssigem Wasser erlauben würden. Zusätzlich könnte ein größerer Teil des Planeten bewohnbar sein, wenn eine genügend dicke Atmosphäre vorhanden ist, um Wärme auf die vom Stern abgewandte Seite zu übertragen. Allerdings erfährt der Planet 46 % mehr Sonnenlicht als die Erde, was die Möglichkeit auf Bewohnbarkeit wieder vernichten würde, da alle Ozeane kochen würden.

## Entdeckung
Die Informationen des Planeten, zusammen mit den Information der anderen drei Planeten des K2-72-System, wurden am 18. Juli 2016 als Teil von den neuen Resultaten von der zweiten Mission der Kepler-Raumsonde veröffentlicht.